# República del Banat

Divisió de la República del Banat entre Romania, Sèrbia i Hongria a la Conferència de Pau de París (1919-1920).

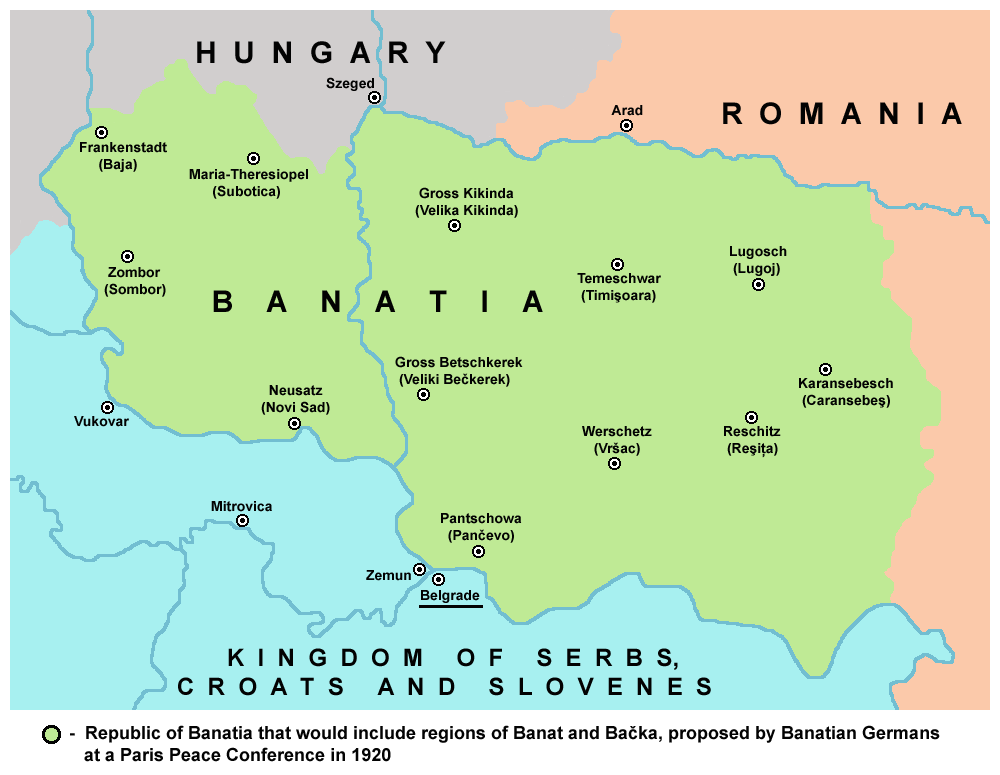
República de Banatia, proposta pels alemanys del Banat el 1920.

La República del Banato (en romanès, Republica Bănățeană, en alemany: Banater Republik, en serbi: Banatska republika / Банатска република, en hongarès: Bánáti Köztársaság) va ser un estat de curta durada proclamat a Timișoara l'1 de novembre de 1918, l'endemà de la dissolució de l'Imperi austrohongarès. Reconeguda només per Hongria, la república va ser envaïda per l'exèrcit de la veïna Sèrbia el 15 de novembre. L'any següent, el seu territori es va dividir principalment entre el Regne dels Serbis, Croats i Eslovens i Romania.

## Orígens
El Banat és una regió geogràfica natural a la plana de Pannònia. Des de 1552, va ser una província otomana anomenada Eyalat de Temeşvar. Després del Tractat de Passarowitz de 1718, la regió es va convertir en una província dels Habsburg, anomenada Banat de Temeswar. Aquesta província va ser abolida el 1778. Entre el 1849 i el 1860, la regió de Banat, juntament amb Bačka i Sírmia, formava part d'una nova província dels Habsburg, el Voivodat de Sèrbia i Banat de Tamis. La capital de totes aquestes províncies era Timișoara.

## Història
El 31 d'octubre de 1918, els grups ètnics que vivien a la regió del Banat van establir els seus propis consells militars: romanesos, hongaresos, els alemanys ètnics coneguts com a sueus del Banat, jueus i serbis. En una reunió, el doctor Otto Roth, membre del Partit Socialdemòcrata, va proposar la creació d'un Consell Popular Banat autònom, amb representants de cada grup ètnic, però els oficials romanesos es van distanciar d'aquest objectiu mentre no hi hagués una resolució oficial sobre l'assumpte del Consell Nacional Romanès.
Els principals membres del Partit Socialdemòcrata van decidir proclamar la república l'endemà, i l'1 de novembre de 1918, Roth va proclamar la República del Banat des del balcó del Consell Local de Timişoara. El governant civil de la República era el doctor Roth, mentre que el comandant militar era l'hongarès Albert Bartha (que també serviria com a ministre de Defensa de la República Popular d'Hongria a partir del 9 de novembre de 1918). El Govern d'Hongria va reconèixer la independència de la República del Banat.
El mateix dia va tenir lloc la reunió de fundació del Consell Popular del Banat, amb vint membres del consell de la ciutat, seixanta membres dels consells militars nacionals, quaranta representants dels consells obrers i setanta dels partits burgesos. Es va triar un comitè executiu de vint membres. Els límits del mateix eren els rius que l'envoltaven, sent la seva frontera natural sud el Danubi, a l'oest el Tisza i al nord el Mureș; l'est estava cobert pels Carpats del sud.
No obstant això, els romanesos, el grup ètnic més gran, no volien autonomia, sinó més aviat la unificació amb Romania.
El 4 de novembre, el Consell Popular del Banat va organitzar esquadrons militars i una guàrdia civil per a establir el control sobre el territori del Banat. No obstant això, el 15 de novembre, catorze dies després de la declaració d'independència, les tropes sèrbies van entrar al Banat i van posar fi a la República. Els consells nacionals van ser desmantellats per la nova administració serbo-croato-eslovena el 21 de febrer de 1919. Alguns mesos més tard, després de l'elecció d'Alba-Iulia i la Gran Assemblea Popular en Novi Sad, la regió del Banat es va dividir principalment entre Romania i el Regne dels Serbis, Croats i Eslovens.
El 16 d'abril de 1920, els alemanys ètnics sueus del Banat van enviar una comanda a la Conferència de Pau de París en el qual van sol·licitar el restabliment de la República del Banat, ara dita la República de Banatia; aquesta nova república estava ideada per a incloure no sols el Banat, sinó també la regió veïna de Bačka. La república es dividiria en cantons, cadascun administrat per pluralitat o el grup ètnic majoritari. No obstant això, aquesta proposta va ser rebutjada.
Actualment, aquesta república ocuparia els districtes romanesos de Timiş i Caraș-Severin, i una petita part dels districtes de Arad i Mehedinți; la meitat de la província sèrbia de Voivodina i una petita part del comtat hongarès Csongrád.

## Població
La població de la república era d'1.582.133 persones, dels quals 592.049 (37,42%) eren romanesos, 387.545 (24,50%) alemanys ètnics, 284.329 (17,97%) serbis i 242.152 (15,31%) hongaresos, amb un menor número d'altres grups ètnics com a eslovacs, croats, búlgars del Banat i rusins de Pannònia. La composició religiosa era la següent: 855.852 (54,10%) eren cristians ortodoxos, 591,447 (37,38%) eren catòlics, amb una dispersió de partidaris d'altres grups religiosos com a calvinistes, luterans i jueus.